# ビューロー内閣
ビューロー内閣（ビューローないかく、ドイツ語: Kabinett Bülow）は、ドイツ帝国の第4代内閣。

## 閣僚
| 役職                                  | 画像 | 大臣                                                 | 任期                                                                             |
| ------------------------------------- | ---- | ---------------------------------------------------- | -------------------------------------------------------------------------------- |
| 帝国宰相 （プロイセン王国宰相兼外相） |      | ベルンハルト・フォン・ビューロー伯爵                 | 1900年10月17日 - 1909年7月10日 （プロイセン宰相:1900年10月17日 - 1909年7月14日） |
| 副宰相兼帝国内務大臣                  |      | アルトゥール・フォン・ポザドフスキー＝ヴェーナー伯爵 | 1897年7月1日 - 1907年6月24日                                                     |
| 副宰相兼帝国内務大臣                  |      | テオバルト・フォン・ベートマン・ホルヴェーク         | 1907年6月24日 - 1909年7月10日                                                    |
| 帝国外務大臣                          |      | オスヴァルト・フォン・リヒトホーフェン男爵           | 1900年10月23日 - 1906年1月17日                                                   |
| 帝国外務大臣                          |      | ハインリヒ・フォン・チルシュキー                     | 1906年1月24日 - 1907年10月25日                                                   |
| 帝国外務大臣                          |      | ヴィルヘルム・フォン・シェーン男爵                   | 1907年10月26日 - 1910年6月27日                                                   |
| 帝国司法庁長官                        |      | アルノルト・ニーベルディング                         | 1893年7月11日 - 1909年10月25日                                                   |
| 帝国海軍大臣                          |      | アルフレート・フォン・ティルピッツ                   | 1897年6月18日 - 1916年3月15日                                                    |
| 帝国郵政大臣                          |      | ラインホルト・クレトケ                               | 1901年 - 1917年                                                                  |
| 帝国財務大臣                          |      | マックス・フォン・ティールマン男爵                   | 1897年7月2日 - 1903年8月27日                                                     |
| 帝国財務大臣                          |      | ヘルマン・フォン・シュテンゲル男爵                   | 1903年 - 1908年2月20日                                                           |
| 帝国財務大臣                          |      | ラインホルト・フォン・ズュードウ                     | 1908年 - 1909年                                                                  |
| 帝国植民地大臣                        |      | ベルンハルト・デルンブルク                           | 1907年5月17日 - 1910年6月9日                                                     |